# خون‌خوردن

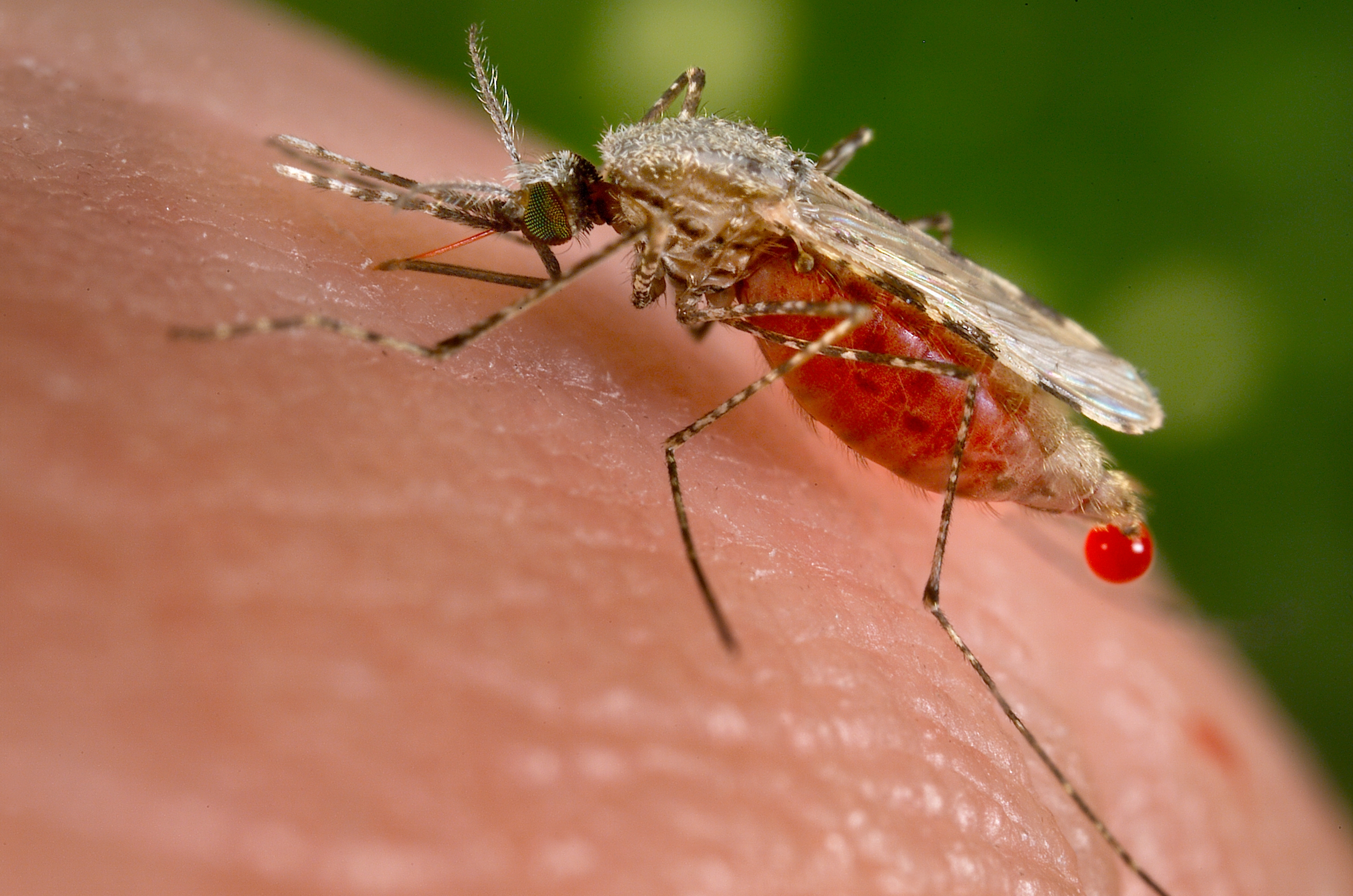

خون‌خوردن (به انگلیسی: Hematophagy، نیز با املاءهای haematophagy و hematophagia) یکی از عادت‌های تغذیه‌ای است که در برخی از جانداران دیده می‌شود.
از آن‌جا که خون به عنوان یک بافت مایع از نظر پروتئین‌ها و چربی‌های مغذی غنی است و تلاش زیادی برای دسترسی به آن نیاز نیست گروهی از جانداران کوچک به ویژه از بندپایان و کرم‌ها برای تغذیه به خون‌خوراکی روی آورده‌اند.
برخی کرم‌های انگلی روده همچون کرم قلاب‌دار از مویرگ‌های امعاء و احشاء خون می‌مکند. ۷۵ درصد از همهٔ گونه‌های زالوها نیز خون‌خوراک هستند.